# Campylaspis pacifica
Campylaspis pacifica är en kräftdjursart som beskrevs av Sars 1886. Campylaspis pacifica ingår i släktet Campylaspis och familjen Nannastacidae.
Artens utbredningsområde är Filippinerna. Inga underarter finns listade i Catalogue of Life.